# Laminectomia
Una laminectomia és un procediment quirúrgic que elimina una porció de la vèrtebra anomenada làmina, que forma part de la paret posterior del canal vertebral. És una operació important de la columna vertebral amb teixit cicatricial residual i pot provocar la síndrome postlaminectomia. Segons el problema, poden ser possibles alternatives més petites, per exemple, petits procediments endoscòpics (discectomia endoscòpica), sense eliminació de la làmina.